# FCSR Haguenau
FCSR Haguenau is een Franse voetbalclub uit Haguenau in het departement Bas-Rhin. De club werd in 1987 opgericht na een fusie tussen FC Haguenau, opgericht in 1900, en SR Haguenau, opgericht in 1920.

## Geschiedenis

### FC Haguenau
Na het uitbreken van de Tweede Wereldoorlog werd de Elzas geannexeerd door Nazi-Duitsland. Alle clubs en steden uit de Elzas moesten hun clubnaam verduitsen en Haguenau werd Hagenau. Omdat het voetbal in Duitsland nog sterk regionaal verdeeld was speelde de club in de hoogste klasse, de Gauliga Elsaß. De kampioen van deze competitie kon deelnemen aan de eindronde om de Duitse landstitel. De competitie was eerst in twee groepen verdeeld en FC Hagenau werd vierde op acht clubs in de groep Unterelsaß. Vanaf het volgende seizoen was er nog maar één reeks. De volgende drie seizoenen eindigde de club steevast in de middenmoot en na 1943/44 trok de club zich terug uit de competitie. Na de oorlog ging de Elzas terug naar Frankrijk en ging de club terug onder de naam FC Haguenau in de Franse competitie spelen. De club speelde in de lagere reeksen.

### FCSR Haguenau
De fusieclub werd in 1990 kampioen van de DH Alsace en promoveerde zo naar de Division 4. Na twee seizoenen werd de club ook daar kampioen en promoveerde naar de Division 3. Door competitieherstructurering degradeerde de club ondanks een negende plaats naar de National 2 (vierde klasse) en werd daar meteen kampioen. Na twee seizoenen in de National 1 degradeerde FCSR. Na een titel in 2000 promoveerde de club weer, de vierde klasse heette nu CFA. Er volgde meteen een degradatie en in 2004 degradeerde FCSR zelfs weer naar de DH Alsace. Daar werd de club meteen kampioen en promoveerde zo naar de CFA 2, de vijfde klasse. Na een degradatie in 2009 duurde het vijf jaar vooraleer de club kon terugkeren. In 2018 promoveerde de club naar de National 2.